# エルフウェルド
エルフウェルド（Ælfweard, 904年 - 924年8月2日）は、イングランド王エドワード長兄王とその2番目の妻エルフフェド（Ælfflæd）の最初の子で、エドワード長兄王にとっては2番目の子になる。

## 生涯
唯一の記録である『アングロサクソン年代記』には、924年7月17日の父親の死から数週間後に亡くなり、一緒にウィンチェスター大聖堂に埋葬されたと、簡単に書かれている。
最近の歴史家の中には、エルフウェルドが（異母兄アゼルスタンの前に）父の王位を継承した、あるいは、アゼルスタンがマーシア王に認められたという記録から、2人に王国が二分されたという推論がある。一方で、エドワード長兄王の王位継承者はアゼルスタンしかいないという説もある。王だとしても、エルフウェルドは戴冠しなかったのかも知れない。ちなみにアゼルスタンはエルフウェルドが亡くなってから1年以上経った925年9月4日まで、ウェセックス王の戴冠をしなかった。